# زيلا
زيلّا (الاسم العلمي: Zilla)، جنس عناكب من فصيلة العنكبوت الغازل المداري وصفت أول مرة من قبل كارل لودفيج كوخ في عام 1834.

## الأنواع
اعتبارًا من أبريل 2019، يحتوي الجنس على أربعة أنواع:
- Zilla crownia Yin, Xie & Bao, 1996 – الصين
- Zilla diodia (Walckenaer, 1802) (نوع نمطي) – من أذربيجان إلى أوروبا
- Zilla globosa Saha & Raychaudhuri, 2004 – الهند
- Zilla qinghaiensis Hu, 2001 – الصين

## روابط خارجية
(بالfr+en) مرجع موسوعة الحياة (EOL) : زيلا 